# Long Live Rock 'n' Roll
Albums de Rainbow
On Stage
(1977) Down to Earth
(1979)
Singles
1. Long Live Rock 'n' Roll
Sortie : mars 1978
2. L.A. Connection
Sortie : septembre 1978

Long Live Rock 'n' Roll, sorti en 1978, est le troisième album studio du groupe de hard rock Rainbow. Il est sorti le 9 avril 1978 sur le label Polydor et a été produit par Martin Birch. Il est le dernier album avec Ronnie James Dio, qui a ensuite rejoint Black Sabbath.

## Historique
L'enregistrement de cet album commence en avril 1977 en France dans le studio « Strawberry » du Château d'Hérouville dans le Val-d'Oise. À cette époque Rainbow se compose uniquement de Ritchie Blackmore, Ronnie James Dio et Cozy Powell, Jimmy Bain et Tony Carey ayant été renvoyés début 1977 après la tournée de promotion de l'album Rising. Initialement un nouveau bassiste, Mark Clarke doit prendre part à l'enregistrement, mais Ritchie Blackmore n'appréciant pas son jeu de basse décide qu'il assurerait lui-même les parties de basse. En juillet 1977 sept titres sont près et le groupe avec Bob Daisley à la basse et le canadien David Stone aux claviers part en tournée à travers l'Europe. Il reviendra à Hérouville finir l'album en décembre 1977, en ajoutant le titre Gates of Babylon, Daisley et Stone complétant les derniers enregistrements.
La chanson Kill the King était déjà jouée en concert, ouvrant les concerts de Rainbow depuis milieu 1976. Sa première apparition sur album est l'album live On Stage, sorti en 1977.
Les singles extraits de l'album sont Long Live Rock 'n' Roll et L.A. Connection, il se classent dans les charts britanniques respectivement à la 33e et 40e place. L'album se classe à la 7e place au Royaume-Uni où il est certifié disque d'argent (60 000 exemplaires vendus).

## Liste des titres
Les chansons ont été écrites par Ritchie Blackmore et Ronnie James Dio sauf mention contraire.

### Face 1
1. Long Live Rock 'n' Roll – 4:21
2. Lady of the Lake – 3:39
3. L.A. Connection – 5:02
4. Gates of Babylon – 6:49

### Face 2
1. Kill the King (Blackmore, Dio, Cozy Powell) – 4:29
2. The Shed (Subtle) (Blackmore, Dio, Powell) – 4:47
3. Sensitive to Light – 3:07
4. Rainbow Eyes – 7:11

### 2012 Deluxe Edition
Le premier cd contient l'album original sans titres bonus
| 1.  | Lady of the Lake        | Rough mix, 4 July 1977                         | 3:50 |
| 2.  | Sensitive to Light      | Rough mix, 4 July 1977                         | 3:03 |
| 3.  | L.A. Connection         | Rough mix, 4 July 1977                         | 5:33 |
| 4.  | Kill the King           | Rough mix, 4 July 1977                         | 4:27 |
| 5.  | The Shed (Subtle)       | Rough mix, 4 July 1977                         | 3:36 |
| 6.  | Long Live Rock 'n' Roll | Rough mix, 4 July 1977                         | 4:19 |
| 7.  | Rainbow Eyes            | Rough mix, 4 July 1977                         | 6:55 |
| 8.  | Long Live Rock 'n' Roll | Shepperton Film Studios rehearsal, August 1977 | 6:56 |
| 9.  | Kill the King           | Shepperton Film Studios rehearsal, August 1977 | 4:42 |
| 10. | Long Live Rock 'n' Roll | Live on the Don Kirschner Show, May 1978       | 3:31 |
| 11. | L.A. Connection         | Live on the Don Kirschner Show, May 1978       | 5:10 |
| 12. | Gates of Babylon        | Live on the Don Kirschner Show, May 1978       | 6:35 |
| 13. | L.A. Connection         | Outtake from the Don Kirschner Show, May 1978  | 5:11 |
| 14. | Gates of Babylon        | Outtake from the Don Kirschner Show, May 1978  | 6:43 |

## Musiciens
- Ritchie Blackmore – guitares, basse
- Ronnie James Dio – chants
- Cozy Powell – batterie, percussions
- David Stone – claviers
- Bob Daisley – basse sur Kill the King, Sensitive to Light et Gates of Babylon
- Tony Carey - claviers sur Long Live Rock 'n' Roll et Lady of the Lake (non crédité)

Musiciens additionnels
- L'orchestre Bavarian String Ensemble coordonné par Rainer Pietsch sur Gates of Babylon
- Ferenc Kiss & Nico Nicolicv – alto sur Rainbow Eyes
- Karl Heinz Feit – violoncelle sur Rainbow Eyes
- Rudi Risavy & Max Hecker – flûte sur Rainbow Eyes

## Charts et certification
Album
| Pays        | Durée du classement | Meilleur classement | Date            |
| ----------- | ------------------- | ------------------- | --------------- |
| Allemagne   | 6 semaines          | 26e                 | 15 juin 1978    |
| Canada      | 3 semaines          | 94e                 | 15 juillet 1978 |
| États-Unis  | 11 semaines         | 89e                 | 24 juin 1978    |
| Norvège     | 3 semaines          | 12e                 | 29 mai 1978     |
| Pays-Bas    | 6 semaines          | 11e                 | 10 juin 1978    |
| Royaume-Uni | 12 semaines         | 7e                  | 6 mai 1978      |
| Suède       | 4 semaines          | 18e                 | 19 mai 1978     |

Certification
| Pays        | Certification | Ventes   | Date        |
| ----------- | ------------- | -------- | ----------- |
| Royaume-Uni | Argent        | 60 000 + | 15 mai 1978 |

Singles
| Single                  | Chart            | Durée du classement | Position | Date           |
| ----------------------- | ---------------- | ------------------- | -------- | -------------- |
| "Long Live Rock'n'Roll" | UK Singles Chart | 3 semaines          | 33e      | 15 avril 1978  |
| "L.A. Connection"       | UK Singles Chart | 4 semaines          | 40e      | 7 octobre 1978 |